# Waterstokerij

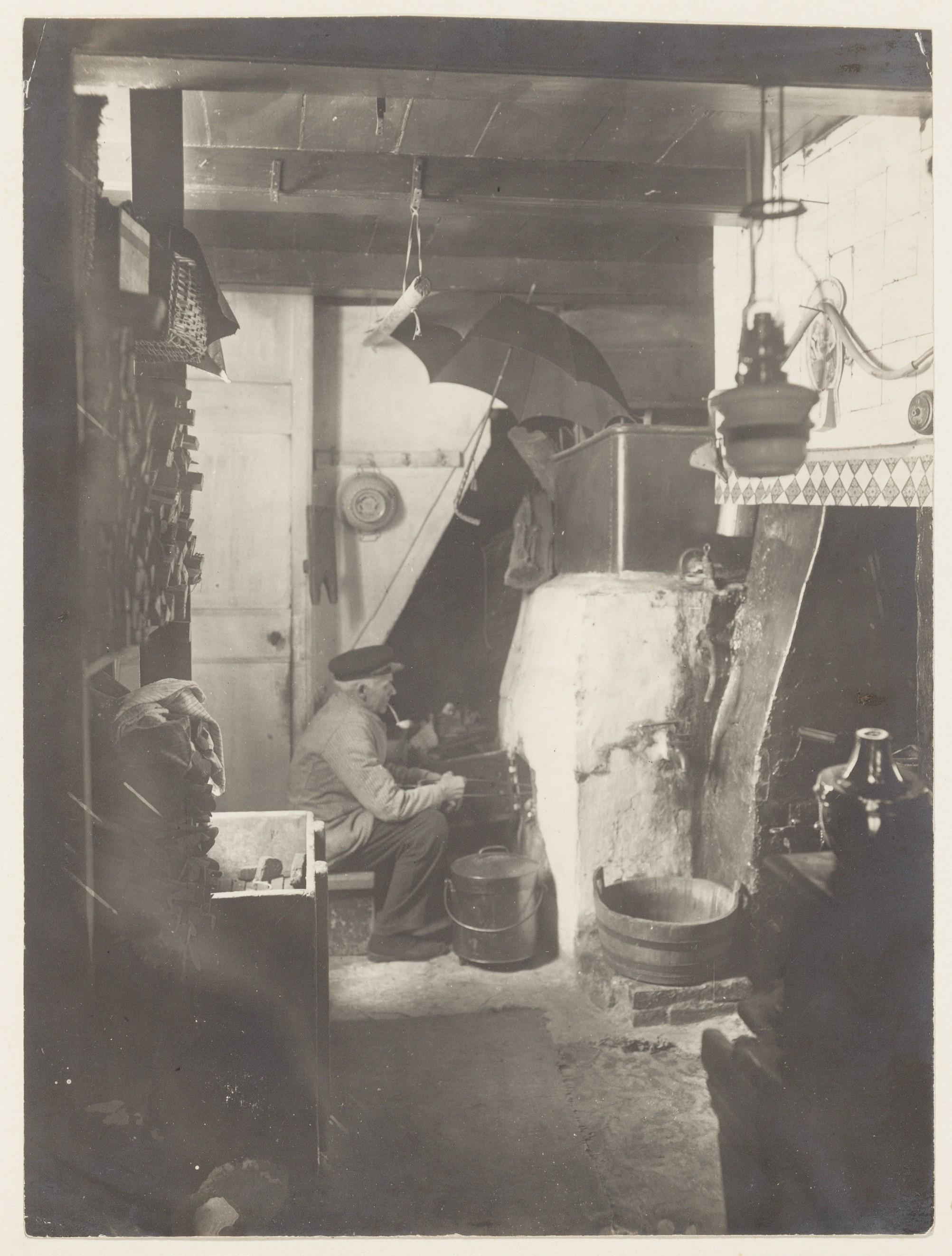
De water- en vuurnering van de heer Peterse in Amsterdam (1914)

Een waterstokerij was een bedrijfje dat heet water verkocht. Men sprak ook wel over een water- en vuurnering.
Vaak was een heetwaterstokerij tevens brandstoffenhandel. Ook gaspenningen werden er verkocht en soms werd de waterstokerij met een kruideniersbedrijf gecombineerd. Het hete water, dat gewoonlijk per emmer werd geleverd maar soms ook in grotere hoeveelheden, gebruikte men voor de was. Het alternatief was om zélf het water te koken in een wasketel. 
Waterstokerijen treft men aan vanaf einde 19e eeuw en gedurende de eerste helft van de 20e eeuw. De komst van aardgas en geisers in de jaren zestig maakte een einde aan deze vorm van dienstverlening. In plaats van water moeizaam op een fornuis warm te stoken in een ketel, was warm water dankzij de geiser in elk huishouden in onbeperkte hoeveelheden beschikbaar.

## Externe bron
- Interieur van een waterstokerij[dode link]
- Waterstokerij